# Кередігіон
Кереді́ґіон (валл. і англ. Ceredigion, МФА: [kɛrɛˈdɪɡjɔn]), до 1974 року Ка́рдіґаншир (англ. Cardiganshire) — графство в складі Уельсу. Розташоване на заході країни. Адміністративний центр — Аберарон.
Кередігіон вважається центром валлійської культури, за даними перепису 2021 року 45,3 % населення могли розмовляти валлійською мовою.

## Найбільші міста
Міста графства з населенням понад 1,5 тисячі осіб:
| № | Місто      | Населення, осіб (2001) |
| - | ---------- | ---------------------- |
| 1 | Абериствіт | 15 935                 |
| 2 | Кардіган   | 4 082                  |
| 3 | Лампетер   | 2 894                  |
| 4 | Аберпорт   | 1 692                  |
| 5 | Бов-Стріт  | 1 539                  |
| 6 | Аберарон   | 1 520                  |

### Мова
За даними перепису 2021 року, 45,3 % населення володіють валлійською мовою, що є третім за величиною показником після Гвінеда та острова Англсі. Водночас цей показник знизився з 47,3 % у 2011 році та 52 % у 2001 році.

## Політика
Під час місцевих виборів в Уельсі 2022 року, на виборах до окружної ради ліва націоналістична партія «Плайд Кемри» отримала 13228 голосів (48,5 % від загальної кількості) та 20 із 38 місць в окружній раді.